# رودلف باومباخ
رودلف باومباخ (بالألمانية: Rudolf Baumbach) (و. 1840 – 1905 م) هو شاعر، وكاتب ألماني، ولد في كرانيشفلد، توفي في ماينينغن، عن عمر يناهز 65 عاماً.

## روابط خارجية
- رودلف باومباخ على موقع الموسوعة البريطانية (الإنجليزية)
- رودلف باومباخ على موقع ميوزك برينز (الإنجليزية)
- رودلف باومباخ على موقع ديسكوغز (الإنجليزية)